# Sociedad de Obreras Redención de la Mujer
La Sociedad de Obreras Redención de la Mujer  es una organización colombiana. Fue creada el 7 de febrero de 1919, en Montería, como mecanismo para luchar por la emancipación de la mujer colombiana en general, y monteriana en particular. 

## Historia
Esta agremiación fue organizada por Juana Julia Guzmán con el aval de Vicente Adamo y se estructuró siguiendo los mismos lineamientos de la Sociedad de Obreros y Artesanos. Como agremiación logró reunir a un importante grupo de mujeres explotadas, entre ellas Agustina Medrano, Pacha Ferias, Antonia Espitia, la mítica bailadora de fandangos María Barilla, y Mercedes Vidal. La presidenta de la Sociedad fue Juana Julia Guzmán.